# Star Trek – Nemezis
A Star Trek – Nemezis (Star Trek: Nemesis) (Paramount Pictures, 2002) a Star Trek filmsorozat 10. része és ebből a negyedik Star Trek: Az új nemzedék rész. Az Enterprise-E csillaghajó, Picard kapitány vezetésével a Romulán Csillagbirodalom központi bolygójára, a Romulus-ra tart, mivel az új praetor, Shinzon, küldöttséget kért a Föderációtól. Ott azonban kiderül, hogy amire Shinzon és követői, a remánok vágynak, az nem a béke.

## A történet
|  | Alább a cselekmény részletei következnek! |

Miközben a USS Enterprise-E legénysége a frissen összeházasodott William T. Rikernak és Deanna Troinak búcsú estéjét tartják, különös jeleket fognak a Romulán Semleges Zónához közel eső Kolarus III nevű bolygóról, ahol is találnak egy Data parancsnokhelyetteshez hasonlító android darabjait.
Amikor azt összeszerelik, elárulja, hogy a neve "Előtt (L5, angolul B4, Before)", Data prototípusa. Ezek után a hajót Kathryn Janeway admirális egy diplomáciai küldetés keretében a Romulán Csillagbirodalom szívébe, Romulushoz, az anyabolygóhoz küldi, mivel az egy új politikai változáson ment keresztül, amely során egy remán katonai tömb vette át az irányítást, kinek vezére a titokzatos Shinzon. Shinzon, Romulán Praetor lesz, és a történet során kiderül róla, hogy Jean-Luc Picard klónja, aki látszólag békét akar, de valójában sötét terveket szövöget, ami gyökeres változásokat eredményezne a Föderáció és a Romulán birodalom között.
Az Enterprise csapata idegen beavatkozás nyomaira bukkan a hajó kompjúterében, Picardot a Remanok elrabolják, mivel Shinzonnak szüksége van a kapitány DNS-mintáira. Csak ezekkel sikerülhet azon célja, hogy gyorsan degenerálódó klón testét kijavítsa. A legénység rájön, hogy L5 egy kém, akinek sikerült információkat küldenie Shinzonnak az Enterpriseról. Ezt azonban sikeresen ki is használják: L5 helyébe Datát helyezik, akinek sikerül Picardot kiszabadítani.

Az Enterprise és a Scimitar

Picard és az Enterprise legénysége szembe találja magát Shinzon teljesen álcázott harci hajójával, a Scimitarral, amely pusztán egyetlen cél véghezviteléhez épített gigantikus fegyver. Ezen cél pedig nem más, mint a Föld elpusztítása. Két Romulán ragadozó madár támogatásával (melyeknek kapitányaik nem hűek Shinzohoz) harcba bocsátkoznak a Scimitarral, mely során a Romulán hajók súlyosan megsérülnek (így vissza kell vonulniuk) és az Enterprise pedig belerohan a Scimitarba, így a tányér része erősen megrongálódik. Shinzon aktiválja a Scimitar szuperfegyvert, hogy elpusztítsa az Enterpriset. Picard és Data átszállnak, hogy ezt megakadályozzák, itt Data feláldozza magát, hogy megmentse Picardot és az Enterpriset.
A film végénél, amikor az Enterpriset javítják a Földnél, Picard elbúcsúzik Rikertól (a USS Titan új parancsnokától) és sok sikert kíván neki. L5, akibe Data még korábban átmásolta ideghálózatát, elkezdi azon dal fütyülését, amit Data is annyit gyakorolt, amikor először került az Enterprisera. Riker meg is jegyzi, hogy Data sem tudott egy dallamot elfütyülni, akárcsak most L5.

## A szereplők
| Színész         | Szerep                              | Magyar hang        |
| --------------- | ----------------------------------- | ------------------ |
| Patrick Stewart | Jean-Luc Picard kapitány            | Varga T. József    |
| Brent Spiner    | Data parancsnokhelyettes / "L5"     | Németh Gábor       |
| Jonathan Frakes | William T. Riker első tiszt         | Oberfrank Pál      |
| LeVar Burton    | Geordi La Forge parancsnokhelyettes | Barát Attila       |
| Michael Dorn    | Worf parancsnokhelyettes            | László Zsolt       |
| Gates McFadden  | Dr. Beverly Crusher orvosi tiszt    | Rácz Kati          |
| Marina Sirtis   | Deanna Troi tanácsadó               | Tallós Rita        |
| Tom Hardy       | Shinzon Praetor                     | Rába Roland        |
| Ron Perlman     | Remán alkirály                      | Uri István         |
| Dina Meyer      | Donatra romulán parancsnok          | Németh Kriszta     |
| Jude Ciccolella | Suran parancsnok                    | Izsóf Vilmos       |
| Kate Mulgrew    | Kathryn Janeway admirális           | Menszátor Magdolna |
| Shannon Cochran | Tal'aura szenátor                   | Bessenyei Emma     |
| Alan Dale       | Hiren Praetor                       | Bitskey Tibor      |

## Érdekességek
- 18 évig ez volt az utolsó Star Trek produkció, ami még az eredeti idővonalon játszódott és amiben a Star Trek: Az új nemzedék tagjai láthatóak voltak, amíg 2020-ban el nem startolt a Star Trek: Picard című sorozat.

- Ez a film volt a legkevésbé jövedelmező Star Trek-film, ezért több helyen, köztük Magyarországon is csak DVD-n és VHS-en jelentették meg.

- Hosszú idő után a sokak által nem kedvelt Wesley Chrushert játszó Wil Wheaton is látható a filmben Riker és Troi esküvőjén a vendégek között. Habár készültek vele szöveges jelenetek is, a filmbe végül csak ez a szöveg nélküli, rövid jelenet került be.

- Feltűnik még rövid szerepekben a Janeway admirálist játszó Kate Mulgrew, és a Guinant játszó Whoopi Goldberg is. Janeway helyett eredetileg a Hét Kilencedet játszó Jeri Ryant szerepeltették volna, de ő épp egy másik sorozatban kapott szerepet.

- Bryan Singer rendező egy rövid cameoszerepben a legénység taktikai tagjaként szerepelt.

- Patrick Stewart (Picard) kapitányi székét ellopták a parancsnoki híd díszletéből. Ennek hírére az Archer kapitányt játszó Scott Bakula, aki a Star Trek: Enterprise-t forgatta, meglátogatta Stewartot egy ajándék faszékkel, amire rá is íratta, hogy "Kapitány". A kapitányi székhez tartozik, hogy a film kimaradt alternatív végén biztonsági övek is kerülnek rá, így ez az első alkalom, hogy ilyen eszköz jelenik meg egy föderációs csillaghajón.

- Szintén kicsit humoros infó, hogy Jonathan Frakes (Riker) nem volt hajlandó leborotválni a hátát a Marina Sirtis-szel (Troi) való ágyjelenethez, ezért a szőrt számítógéppel tüntették el róla.

- Shinzon szerepét Jude Law-nak szánták eredetileg.

- A cselekményből nem derül ki, hogy Shinzon milyen módon tett szert Előttre; az eredeti forgatókönyv szerint több különböző faj adta-vette volna, mígnem Shinzon egy kardassziai történészen keresztül értesül az android prototípusáról, amit aztán felhasznál a céljaira, de ezek a történetek nem kerültek bele a végleges filmbe.[2]

- Kimaradt egy jelenet Riker utódjával, Madden másodtiszttel is, aki Riker kapitányi kinevezése után nyerte el a posztot. Maddent Steven Culp alakította, aki a kihagyás miatt a Star Trek: Enterprise sorozatban kapott újabb szerepet.